# Maksimiljan Lavrinc
Maksimiljan (Maks) Lavrinc, slovenski politik, poslanec in pravnik, Vrhpolje pri Moravčah, * 8. december 1948, † 13. november 2016.

## Življenjepis
Vse od otroštva je živel v Kamniku, kjer je obiskoval tudi osnovno šolo in gimnazijo. Ker v tem kraju zaradi očetovega spora z oblastmi leta 1972 ni dobil službe, se je zaposlil v Ljubljani kot kriminalist. Kasneje je delal še kot višji državni uradnik, potem pa v gospodarstvu.
Leta 1982 je na Pravni fakulteti Univerze v Ljubljani diplomiral kot univerzitetni diplomirani pravnik. Leta 1988 je bil izvoljen za Predsednika skupščineObčine Kamnik. To funkcijo je opravljal do leta 1994.
Leta 1992 je bil izvoljen v 1. državni zbor Republike Slovenije; v tem mandatu je bil član naslednjih delovnih teles:
- Odbor za gospodarstvo (podpredsednik),
- Odbor za finance in kreditno-monetarno politiko,
- Odbor za notranjo politiko in pravosodje in
- Preiskovalna komisija o raziskovanju povojnih množičnih pobojev, pravno dvomljivih procesov in drugih tovrstnih nepravilnosti.

Leta 1996 je bil izvoljen v 2. državni zbor Republike Slovenije; v tem mandatu je bil član naslednjih delovnih teles:
- Komisija za volitve, imenovanja in administrativne zadeve (od 17. decembra 1997; predsednik),
- Komisija za evropske zadeve (od 25. marca do 15. maja 1997 in od 9. oktobra 1997),
- Komisija za nadzor nad delom varnostnih in obveščevalnih služb (od 25. septembra do 9. oktobra 1997),
- Ustavna komisija (od 25. septembra do 9. oktobra 1997),
- Odbor za notranjo politiko in pravosodje (od 15. maja do 25. septembra ter od 9. oktobra 1997) in
- Odbor za mednarodne odnose (od 25. marca do 15. maja 1997).

Leta 2000 je bil izvoljen v 3. državni zbor Republike Slovenije; v tem mandatu je bil član naslednjih delovnih teles:
- Odbor za notranjo politiko in pravosodje (predsednik) in
- Komisija za volitve, imenovanja in administrativne zadeve.

Od leta 2005 do leta 2007 je bil svetovalec predsednika Republike Slovenije Janeza Drnovška. 25. januarja 2007 je, razočaran nad vodstvom stranke, izstopil iz LDS. 6. oktobra 2007 je soustanovil novo stranko Zares - nova politika.
2. februarja 2010 ga je Mandatno-volilna komisija na predlog poslanske skupine Zares imenovala za člana nadzornega odbora Sklada za financiranje razgradnje Jedrske elektrarne Krško in odlaganje RAO iz JEK. Zaradi nestrinjanja z načinom upravljanja sklada pod nekdanjim in takratnim vodstvom je marca 2011 s svojega položaja odstopil. Na državnozborskih volitvah leta 2011 je znova kandidiral na listi Zaresa.